# Sergio Laccone
Sergio Laccone (Bari, 21 aprile 1958) è un cantautore e compositore italiano.

## Biografia
Fonda la sua prima band nel 1983. Nel 1985 partecipa a "Quelli della notte" di Renzo Arbore e ottiene un contratto discografico con la Bubble Record. Nel 1987 esce il suo album Tà-Tà, con la collaborazione dell'autore Pasquale Panella per i testi: il singolo di riferimento si intitola "Attenti ai marziani". Con Panella, Sergio Laccone compone anche "Niente altro che felici", che Mina interpreta nel suo album Ti conosco mascherina. Partecipa al Festival di Sanremo nel 1990 con la canzone "Sbandamenti", senza però raggiungere la finale, e successivamente, al Sanremo 1993 come componente del gruppo I Ragazzi di Via Meda che cantano con Mietta nel brano Figli di chi.
Per l'artista tarantina scrive e canta in duetto "Cantare, ballare", canzone contenuta in Volano le pagine, il cui titolo deriva da un'altra canzone scritta da Laccone contenuta nell'album. Per Mietta scrive inoltre Sto senza te e Sono sola.
Collabora anche con Sergio Cammariere, Roberto De Simone e Pino Donaggio.
Nel 2005 pubblica l'album Il ritorno degli eroi. I suoi singoli Cumba' Giuann e Zumpo vengono presentati nella trasmissione televisiva Speciale per me (Rai Uno) e vengono pubblicati nel CD "Renzo Arbore e gli Arborigeni" Vintage... ma non li dimostra.
«Talento eclettico», come è stato definito da Arbore, Laccone suona chitarra, tastiera e percussioni e propone una musica che miscela world music, melodia mediterranea e ritmi jazz/soul.

## Discografia parziale

### Album
- 1987 - Tà-Tà (Bubble Record, BLULP 1828)
- 2005 - Il ritorno degli eroi